# Niemczewo (przystanek kolejowy)
Niemczewo – zlikwidowany przystanek osobowy w Niemczewie, w województwie pomorskim, w Polsce. Przystanek znajdował się przy nieczynnej linii kolejowej ze Słupska do Budowa.